# Boeing Model 1
O modelo Boeing 1, também conhecido como hidroavião B & W, foi um biplano de motor único americano. Foi o primeiro produto Boeing e levou as iniciais de seus designers, William E. Boeing e o tenente Conrad Westervelt.

## Projeto
O primeiro B & W foi finalizado em junho de 1916 no hangar ancoradouro da Boeing em Lake Union em Seattle, Washington. Era feito de madeira, com amarrações em arame e com a cobertura das asas feita em linho. Era semelhante ao avião de treinamento produzido pela Companhia Glenn L. Martin, cuja propriedade foi adquirida pela Boeing, mas o B & W tinha melhores flutuadores e um motor mais potente. O primeiro avião B & W foi nomeado Bluebill e o segundo Mallard. Eles voaram pela primeira vez em 15 de junho de 1916, e em novembro, respectivamente.

## Histórico Operacional
Ambos os B & W´s foram oferecidos à Marinha dos Estados Unidos. Quando a Marinha não demonstrou interesse na compra eles foram vendidos para a Escola de Voo da Nova Zelândia e se tornou a primeira venda internacional da empresa. Em 25 de junho de 1919, a B & W estabeleceu um novo recorde de altitude na Nova Zelândia de 6.500 pés. Os B & W´s foram usados posteriormente para serviços de entregas rápidas e de correspondência via aérea, fazendo  da Nova Zelândia o primeiro país a utilizar o serviço de correspondência aérea em 16 de dezembro de 1919.

## Primeiros Operadores
- Nova Zelândia
  - Escola de Voo da Nova Zelândia

## Especificações (B & W Seaplane)
Dados de: Boeing: History.
Descrições gerais
- Tripulação: 2
- Comprimento: 8,38 m (27 ft)
- Envergadura: 15,86 m (52 ft)
- Área alar: 53,88 m² (580 ft²)
- Peso vazio: 952,545 kg (2 100 lb)
- Peso bruto (carregado): 1 272 kg (2 800 lb)

Motorização
- Número de motores: 1x
- Tipo do motor: Motor a pistão de seis cilindros
- Fabricante/modelo: Hall-Scott A-5
- Potência por motor: 125 hp (93,2 kW)
- Descrição do propulsor/hélice: Duas pás de madeira

Performance
- Velocidade máxima: 121 km/h (75,2 mph)
- Velocidade de cruzeiro (Mach): 0.0894 Ma
- Velocidade total em Mach: 0.099 Ma
- Velocidade total em Nó: 65,33 kn (121 km/h)
- Alcance: 518 km (322 mi)
- Razão de subida: 3,56 m/s